# レバイジャー (護衛空母)
|          |                               |
| 艦歴     |                               |
| 発注     |                               |
| 起工     | 1942年4月11日                 |
| 進水     | 1942年7月16日                 |
| 就役     | 1943年4月25日                 |
| 退役     | 1946年2月                     |
| 除籍     |                               |
| その後   | 1973年にスクラップとして廃棄  |
| 性能諸元 |                               |
| 排水量   | 14,630トン                    |
| 全長     | 465 ft                        |
| 全幅     | 69 ft                         |
| 吃水     | 23 ft                         |
| 機関     | 蒸気タービン1軸推進、8,500shp |
| 最大速   | 18 ノット                     |
| 航続距離 |                               |
| 乗員     | 士官、兵員646名               |
| 兵装     | 4インチ砲2門、20mm機銃15基    |
| 搭載機   | 20                            |

レバイジャー (HMS Ravager, D70) は、イギリス海軍の護衛空母。アタッカー級航空母艦の1隻。

## 艦歴
レバイジャーはワシントン州タコマのシアトル・タコマ造船所で1942年4月11日に起工した。アメリカ海軍によって購入され、オレゴン州ポートランドで護衛空母に改装、1943年にレンドリース法に基づきイギリス海軍に移管され、レバイジャーと命名された。
レバイジャーは大西洋で船団護衛任務に従事し、その後空母着艦訓練に使用される。1946年2月にアメリカ海軍に返還され、1947年7月に民間に売却される。Robin Trent と改名され、その後 Trent と改名、1973年にスクラップとして廃棄された。